# Association nationale pour l’emploi et la formation en agriculture
L'Association nationale pour l’emploi et la formation en agriculture (ANEFA) est une association loi de 1901 dont l'objectif est de développer l'emploi et la formation en agriculture. À ce titre, elle est un organisme paritaire faisant partie des organisations professionnelles agricoles.